# 알나흐얀 스타디움
알나흐얀 스타디움(아랍어: ملعب آل نهيان, 영어: Al-Nahyan Stadium) 또는 알와흐다 스타디움은 아랍에미리트의 아부다비에 위치한 다목적 경기장이다.
현재 축구 경기에 주로 사용되고 있으며 알와흐다의 홈구장으로 사용되고 있다.  수용 인원은 12,000명이며, 1995년에 완공되었다. 2003년 FIFA 세계 청소년 축구 선수권 대회가 열린 경기장이기도 하다.
2019년 AFC 아시안컵을 위해 시설 개선하였다.